# Doksy (Kladnói járás)
Doksy település Csehországban, a Kladnói járásban. Doksy Kamenné Žehrovice, Velká Dobrá és Družec településekkel határos. Lakosainak száma 1733 fő (2024. január 1.).

## Népesség
A település lakosságának változását az alábbi diagram mutatja:
| Lakosok száma | 521  | 749  | 1241 | 1137 | 1086 | 1075 | 1621 | 1662 | 1718 | 1733 |
|               | 1869 | 1890 | 1921 | 1950 | 1980 | 2001 | 2017 | 2019 | 2022 | 2024 |